# ZST
ZST (pronunciado Zest) es una organización de artes marciales mixtas con sede en Japón que organiza eventos tanto a nivel profesional como amateur. ZST adopta reglas únicas en la industria de las MMA y también organiza combates por equipos.

## Historia
ZST se creó para dar cabida a los peleadores de la promotora de MMA puroresu Fighting Network Rings, que desapareció en febrero de 2002. El 22 de septiembre de 2002, Takeshi Caesar, presidente de la Shoot Boxing Association (SBA), y Koki Hioki, representante de ZST, conversaron tras un evento de Shoot Boxing y anunciaron que la SBA apoyaría a ZST. Por esta razón, ZST promovió algunos combates bajo las reglas de Shoot Boxing desde el principio.
El primer evento de ZST, The Battle Field ZST Opening Event, se celebró el 23 de noviembre de 2002 en Tokio y, desde entonces, ha experimentado un aumento drástico en su popularidad, posiblemente debido en gran parte a su formato de reglas tan diferente. En este evento, se celebraron no solo combates de MMA habituales, sino también combates por equipos de MMA entre Takumi Yano, Masakazu Imanari, Remigijus Morkevicius y Mindaugas Stankos.

## Reglas
Las peleas constan de tres asaltos con un descanso de un minuto y medio. El primer y el segundo asalto duran cinco minutos, y el tercero tres minutos, pero este último es un asalto adicional. Se permiten golpes, codazos, rodillazos y patadas a la cabeza y al cuerpo cuando ambos peleadores están de pie. En el suelo, solo se permiten golpes, codazos, rodillazos y patadas al cuerpo. Los combates no son juzgados. En caso de que el combate se prolongue hasta el final, se declara empate.